# Oscar-díj a legjobb operatőrnek
Az Oscar-díj a legjobb operatőrnek díjat az operatőrök kapják a jelölt filmben nyújtott munkájukért. A kezdetektől adnak operatőri díjat, bár az első három évben nem egy-egy filmhez kapcsolódott, hanem több film alapján adták ki. 1931-től kezdődően egy film fényképezéséért ítélik oda. 1939-től 1966-ig (kivéve 1957-et) külön díjazták a fekete-fehér és a színes filmeket. 1967 óta fekete-fehér filmként csak a Schindler listája nyert 1993-ban.
Két operatőr 18 jelölést kapott: Leon Shamroy (4 díj) és Charles B. Lang (1 díj), ez utóbbi volt a legfiatalabb jelölt is 28 évesen. Schamroyon kívül még Joseph Ruttenberg kapott 4 Oscart. A legidősebb díjazott Conrad L. Hall, 73 évesen nyerte el a díjat 1999-ben. Az első női jelölt Rachel Morrison volt 2017-ben a Mudbound című filmmel.

## 1920-as évek
- 1928 – Charles Rosher és Karl Struss, Virradat (Sunrise: A Song of Two Humans)
  - George Barnes  – The Devil Dancer, The Magic Flame és Sadie Thompson
- 1929 – Clyde DeVinna, White Shadows in the South Seas
  - George Barnes – Our Dancing Daughters
  - Arthur Edeson – In Old Arizona
  - Ernest Palmer – 4 Devils és Street Angel
  - John Seitz – The Divine Lady

## 1930-as évek
- 1930 – Joseph T. Rucker és Willard Van Der, With Byrd at the South Pole
  - Arthur Edeson – Nyugaton a helyzet változatlan
  - William H. Daniels – Anna Christie
  - Tony Gaudio és Harry Perry – Hell's Angels
  - Victor Milner – The Love Parade
- 1931 – Floyd Crosby, Tabu: A Story of the South Seas
  - Cimarron – Edward Cronjager
  - Marokkó (Morocco) – Lee Garmes
  - The Right to Love – Charles Lang
  - Svengali – Barney McGill
- 1932 – Lee Garmes, Shanghai Express
  - Arrowsmith – Ray June
  - Dr. Jekyll és Mr. Hyde (Dr. Jekyll and Mr. Hyde) – Karl Struss
- 1933 – Charles Bryant Lang. Jr, Búcsú a fegyverektől (A Farewell to Arms)
  - George J. Folsey – Reunion in Vienna
  - Karl Struss – A kereszt jele (The Sign of the Cross)
- 1934 – Victor Milner, Cleopatra
  - The Affairs of Cellini – Charles Rosher
  - Operator 13 – George J. Folsey
- 1935 – Hal Mohr, Szentivánéji álom (nem hivatalos jelölt volt)
  - Ray June – Barbary Coast
  - Victor Milner – Keresztes hadjárat (The Crusades)
  - Gregg Toland – A gályarab (Les Misérables)
- 1936 – Gaetano Gaudio, Anthony Adverse
  - Kínai arany (The General Died at Dawn) – Victor Milner
  - A kegyencnő (The Gorgeous Hussy) – George Folsey
- 1937 – Karl Freund, Édes anyaföld (The Good Earth)
  - Zsákutca (Dead End) – Gregg Toland
  - Wings Over Honolulu – Joseph Valentine
- 1938 – Joseph Ruttenberg, A nagy keringő (The Great Waltz)
  - James Wong Howe  - Algír (Algiers)
  - Ernest Miller, Harry J. Wild  - Army Girl
  - Victor Milner  - The Buccaneer
  - Ernest Haller  - Jezabel (Jezebel)
  - Joseph A. Valentine  - Szívek csalogánya (Mad About Music)
  - Norbert Brodine  - Finom úri ház (Merrily We Live)
  - J. Peverell Marley  - Suez
  - Robert De Grasse  - Vivacious Lady
  - Joseph Walker  - Így élni jó (You Can't Take It With You)
  - Leon Shamroy  - Mindenkit érhet szerencse[3] (The Young in Heart)

1939-től különválasztották a fekete-fehér (ff) és színes filmeket:
- 1939 – Gregg Toland - Üvöltő szelek (Wuthering Heights) (ff)
  - Bert Glennon - Hatosfogat (Stagecoach)
- – Ernest Haller és Ray Rennahan - Elfújta a szél (Gone With the Wind) (színes)
  - Sol Polito és W. Howard Greene - Erzsébet és Essex magánélete (The Private Lives of Elizabeth and Essex)

## 1940-es évek
- 1940 – George Barnes -  A Manderley-ház asszonya (Rebecca) (ff)
  - Abe Lincoln in Illinois – James Wong Howe
  - Minden és ráadásul az ég (All This, and Heaven Too) – Ernest Haller
  - Vágyak a viharban (Arise, My Love) – Charles Lang
  - Olajváros (Boom Town) – Harold Rosson
  - Boszorkánykonyha (Foreign Correspondent) – Rudolph Maté
  - A levél (The Letter) – Tony Gaudio
  - Hosszú út hazáig (The Long Voyage Home) – Gregg Toland
  - Udvari bál (Spring Parade) – Joseph Valentine
  - Waterloo Híd (Waterloo Bridge) – Joseph Ruttenberg
- – Georges Périnal - A bagdadi tolvaj (The Thief of Bagdad) (színes)
  - Bitter Sweet – Oliver T. Marsh és Allen Davey
  - A kék madár (The Blue Bird) – Arthur C. Miller és Ray Rennahan
  - Down Argentine Way – Leon Shamroy és Ray Rennahan
  - North West Mounted Police – Victor Milner és W. Howard Greene
  - Északnyugati átjáró (Northwest Passage) – Sidney Wagner és William V. Skall
- 1941 – Arthur C. Miller - Hová lettél, drága völgyünk? (How Green Was My Valley) (ff)
  - The Chocolate Soldier – Karl Freund
  - Aranypolgár (Citizen Kane) – Gregg Toland
  - Ördög az emberben (Dr. Jekyll and Mr. Hyde) – Joseph Ruttenberg
  - Here Comes Mr. Jordan – Joseph Walker
  - Hold Back the Dawn – Leo Tover
  - York őrmester (Sergeant York) – Sol Polito
  - Sun Valley Serenade – Edward Cronjager
  - Sundown – Charles Lang
  - Lady Hamilton (That Hamilton Woman) – Rudolph Maté
- – Ernest Palmer és Ray Rennahan - Blood and Sand (színes)
  - Aloma of the South Seas – Wilfred M. Cline, Karl Struss és William Snyder
  - Billy, a kölyök (Billy the Kid) – William V. Skall és Leonard Smith
  - Virágok a porban (Blossoms in the Dust) – Karl Freund és W. Howard Greene
  - Zuhanóbombázók (Dive Bomber)[4] – Bert Glennon
  - Louisiana Purchase – Harry Hallenberger és Ray Rennahan
- 1942 – Joseph Ruttenberg -  Mrs. Miniver (ff)
  - Királyi sor (Kings Row) – James Wong Howe
  - Az Ambersonok tündöklése és bukása (The Magnificent Ambersons) – Stanley Cortez
  - A szerelem kikötője (Moontide) – Charles G. Clarke
  - The Pied Piper – Edward Cronjager
  - A Yankee-k dicsősége (The Pride of the Yankees) – Rudolph Maté
  - Take a Letter, Darling – John J. Mescall
  - A csintalan úriember (The Talk of the Town) – Ted Tetzlaff
  - Ten Gentlemen from West Point – Leon Shamroy
  - This Above All – Arthur C. Miller
- – Leon Shamroy - A fekete hattyú (The Black Swan) (színes)
  - Arabian Nights – Milton Krasner, William V. Skall és W. Howard Greene
  - Captains of the Clouds – Sol Polito
  - A dzsungel könyve (Rudyard Kipling’s Jungle Book) – W. Howard Greene
  - Arat a vihar (Reap the Wild Wind) – Victor Milner és William V. Skall
  - To the Shores of Tripoli – Edward Cronjager és William V. Skall
- 1943 – Arthur C. Miller - Bernadette (The Song of Bernadette) (ff)
  - A légierő (Air Force) – James Wong Howe, Elmer Dyer és Charles A. Marshall
  - Casablanca – Arthur Edeson
  - Corvette K-225 – Tony Gaudio
  - Öt lépés Kairó felé (Five Graves to Cairo) – John F. Seitz
  - Az élet komédiája/Emberi színjáték (The Human Comedy) – Harry Stradling
  - Madame Curie – Joseph Ruttenberg
  - The North Star – James Wong Howe
  - Szahara (Sahara) – Rudolph Maté
  - Angyalok a tűzvonalban (So Proudly We Hail!) – Charles Lang
- – Hal Mohr és W. Howard Greene - Az operaház fantomja (Phantom of the Opera) (színes)
  - Akiért a harang szól (For Whom the Bell Tolls) – Ray Rennahan
  - Heaven Can Wait – Edward Cronjager
  - Hello, Frisco, Hello – Charles G. Clarke és Allen Davey
  - Lassie hazatér (Lassie Come Home) – Leonard Smith
  - Thousands Cheer – George J. Folsey
- 1944 – Joseph LaShelle - Valakit megöltek (Laura) (ff)
  - Gyilkos vagyok (Double Indemnity) – John F. Seitz
  - Dragon Seed – Sidney Wagner
  - Gázláng (Gaslight) – Joseph Ruttenberg
  - A magam útját járom (Going My Way) – Lionel Lindon
  - Mentőcsónak (Lifeboat) – Glen MacWilliams
  - Mióta távol vagy (Since You Went Away) – Stanley Cortez és Lee Garmes
  - 30 másodperc Tokió fölött (Thirty Seconds Over Tokyo) – Robert L. Surtees és Harold Rosson
  - A hívatlan (The Uninvited) – Charles Lang
  - Dover fehér sziklái (The White Cliffs of Dover) – George J. Folsey
- – Leon Shamroy -  Wilson (színes)
  - Címlaplány/Szépek szépe[5] (Cover Girl) –  Rudolph Maté és Allen M. Davey
  - Home in Indiana – Edward Cronjager
  - Kismet – Charles Rosher
  - Lady in the Dark – Ray Rennahan
  - Találkozunk St. Louis-ban/Találkozz velem St. Louisban! (Meet Me in St. Louis) – George J. Folsey
- 1945 – Harry Stradling - The Picture of Dorian Gray (ff)
  - A mennyország kulcsa (The Keys of the Kingdom) – Arthur C. Miller
  - Férfiszenvedély (The Lost Weekend) – John F. Seitz
  - Mildred Pierce – Ernest Haller
  - Elbűvölve (Spellbound) – George Barnes
- – Leon Shamroy - Leave Her to Heaven (színes)
  - Horgonyt fel! (Anchors Aweigh) – Robert Planck and Charles P. Boyle
  - A nagy derby (National Velvet) – Leonard Smith
  - A Song to Remember – Tony Gaudio and Allen M. Davey (posztumusz)
  - The Spanish Main – George Barnes
- 1946 – Arthur C. Miller- Anna és a sziámi király (Anna and the King of Siam) (ff)
  - The Green Years[* 1] – George J. Folsey
- – Charles Rosher, Leonard Smith és Arthur Arling - Az őzgida (The Yearling) (színes)
  - The Jolson Story – Joseph Walker
- 1947 – Guy Green - Szép remények (Great Expectations) (ff)
  - The Ghost and Mrs. Muir – Charles Lang
  - Green Dolphin Street – George J. Folsey
- – Jack Cardiff - Fekete nárcisz[* 2] (Black Narcissus) (színes)
  - Élet apával (Life with Father) – Peverell Marley és William V. Skall
  - Mother Wore Tights – Harry Jackson
- 1948 – William Daniels - A meztelen város (The Naked City) (ff)
  - Külügyi szívügyek (A Foreign Affair) – Charles Lang
  - I Remember Mama – Nicholas Musuraca
  - Johnny Belinda – Ted D. McCord
  - Portrait of Jennie – Joseph August
- – Joseph Valentine, William V. Skall és Winton Hoch - Szent Johanna (Joan of Arc) (színes)
  - Green Grass of Wyoming – Charles G. Clarke
  - The Loves of Carmen – William Snyder
  - The Three Musketeers – Robert Planck
- 1949 – Paul C. Vogel - Csatatér (Battleground) (ff)
  - Champion – Franz Planer
  - Come to the Stable – Joseph LaShelle
  - The Heiress – Leo Tover
  - Prince of Foxes – Leon Shamroy
- – Winton Hoch - Sárga szalagot viselt (She Wore a Yellow Ribbon)[* 3] (színes)
  - Táncolj a Broadwayn! (The Barkleys of Broadway) – Harry Stradling Sr.
  - Jolson Sings Again – William Snyder
  - Kisasszonyok (Little Women) – Robert Planck és Charles Schoenbaum
  - Sand – Charles G. Clarke

## 1950-es évek
- 1950 – Robert Krasker - A harmadik ember (The Third Man) (ff)
  - Mindent Éváról (All About Eve) – Milton Krasner
  - Aszfaltdzsungel (The Asphalt Jungle) – Harold Rosson
  - The Furies – Victor Milner
  - Alkony sugárút (Sunset Blvd.) – John F. Seitz
- – Robert Surtees - Salamon király kincse (King Solomon’s Mines) (színes)
  - Annie Get Your Gun – Charles Rosher
  - Broken Arrow – Ernest Palmer
  - Tűz és íj (The Flame and the Arrow]) – Ernest Haller
  - Samson and Delilah – George Barnes
- 1951 – Egy hely a nap alatt (A Place in the Sun) – William C. Mellor (ff)
  - Death of a Salesman – Franz Planer
  - The Frogmen – Norbert Brodine
  - Idegenek a vonaton (Strangers on a Train) – Robert Burks
  - A vágy villamosa (A Streetcar Named Desire) – Harry Stradling Sr.
- – Egy amerikai Párizsban (An American in Paris) – Alfred Gilks; balettfelvételek: John Alton (színes)
  - David and Bathsheba – Leon Shamroy
  - Quo Vadis? – Robert Surtees és William V. Skall
  - A Revű hajó (Show Boat) – Charles Rosher
  - When Worlds Collide – John F. Seitz és W. Howard Greene
- 1952 – Robert Surtees –  A rossz és a szép (The Bad and the Beautiful) (ff)
  - Határtalan horizont (The Big Sky) – Russell Harlan
  - My Cousin Rachel – Joseph LaShelle
  - Navajo – Virgil Miller
  - Sudden Fear – Charles Lang
- – Winton Hoch és Archie Stout –  A nyugodt férfi (The Quiet Man) (színes)
  - Hans Christian Andersen – Harry Stradling
  - Ivanhoe – F. A. Young
  - Million Dollar Mermaid – George Folsey
  - A Kilimandzsáró hava – Leon Shamroy
- 1953 – Burnett Guffey – Most és mindörökké (From Here to Eternity) (ff)
  - The Four Poster – Hal Mohr
  - Julius Caesar – Joseph Ruttenberg
  - Martin Luther – Joseph C. Brun
  - Római vakáció (Roman Holiday) – Franz Planer and Henri Alekan
- – Loyal Griggs –  Idegen a vadnyugaton (Shane) (színes)
  - All the Brothers Were Valiant – George Folsey
  - Túl a korallzátonyon (Beneath the 12-Mile Reef) – Edward Cronjager
  - Lili – Robert Planck
  - A palást (The Robe) – Leon Shamroy
- 1954 – Boris Kaufman –  A rakparton (On the Waterfront) (ff)
  - A vidéki lány (The Country Girl) – John F. Warren
  - Executive Suite – George Folsey
  - Rogue Cop – John Seitz
  - Sabrina – Charles Lang
- – Milton R. Krasner –  Three Coins in the Fountain (színes)
  - Szinuhe (The Egyptian) – Leon Shamroy
  - Hátsó ablak (Rear Window) – Robert Burks
  - Hét menyasszony hét fivérnek (Seven Brides for Seven Brothers) – George Folsey
  - The Silver Chalice – William V. Skall
- 1955 – James Wong Howe –  The Rose Tattoo (ff)
  - Tábladzsungel (Blackboard Jungle) – Russell Harlan
  - I’ll Cry Tomorrow – Arthur Arling
  - Marty – Joseph LaShelle
  - Queen Bee – Charles Lang
- – Robert Burks –  Fogjunk tolvajt! (To Catch a Thief) (színes)
  - Macsók és macák (Guys and Dolls) – Harry Stradling Sr.
  - Love Is a Many-Splendored Thing – Leon Shamroy
  - A Man Called Peter – Harold Lipstein
  - Oklahoma! – Robert Surtees
- 1956 – Joseph Ruttenberg –  Valaki odafönt (Somebody Up There Likes Me) (ff)
  - Babuci[8] (Baby Doll) – Boris Kaufman
  - The Bad Seed – Harold Rosson
  - The Harder They Fall – Burnett Guffey
  - Stagecoach to Fury – Walter Strenge
- – Lionel Lindon –  80 nap alatt a Föld körül (színes)
  - The Eddy Duchin Story – Harry Stradling
  - Anna és a sziámi király (The King and I) – Leon Shamroy
  - Tízparancsolat (The Ten Commandments) – Loyal Griggs
  - Háború és béke – Jack Cardiff
- 1957 – Jack Hildyard –  Híd a Kwai folyón (The Bridge on the River Kwai)
  - Félévente randevú (An Affair to Remember) – Milton Krasner
  - Mókás arc (Funny Face) – Ray June
  - Peyton Place – William C. Mellor
  - Szajonara (Sayonara) – Ellsworth Fredericks
- 1958 – Sam Leavitt –  A megbilincseltek (ff)
  - Vágy a szilfák alatt (Desire Under the Elms) – Daniel L. Fapp
  - Élni akarok! (I Want to Live!) – Lionel Lindon
  - Külön asztalok (Separate Tables) – Charles Lang
  - Oroszlánkölykök (The Young Lions) – Joseph MacDonald
- – Joseph Ruttenberg –  Gigi (színes)
  - Auntie Mame – Harry Stradling Sr.
  - Macska a forró bádogtetőn (Cat on a Hot Tin Roof) – William Daniels
  - Az öreg halász és a tenger (The Old Man and the Sea) – James Wong Howe
  - South Pacific – Leon Shamroy
- 1959 – William C. Mellor – Anna Frank naplója (The Diary of Anne Frank) (ff)
  - Egy gyilkosság anatómiája (Anatomy of a Murder) – Sam Leavitt
  - Career – Joseph LaShelle
  - Van, aki forrón szereti (Some Like it Hot) – Charles Lang
  - The Young Philadelphians – Harry Stradling, Sr.
- – Robert Surtees – Ben-Hur (színes)
  - The Big Fisherman – Lee Garmes
  - Öt penny (The Five Pennies) – Daniel L. Fapp
  - Egy apáca története (The Nun’s Story) – Franz Planer
  - Porgy and Bess – Leon Shamroy

## 1960-as évek
- 1960 – Freddie Francis – Sons and Lovers (ff)
  - Legénylakás (The Apartment) – Joseph LaShelle
  - The Facts of Life[* 4] – Charles Lang
  - Aki szelet vet (Inherit the Wind) – Ernest Laszlo
  - Psycho – John L. Russell
- – Russel Metty – Spartacus (színes)
  - Alamo (The Alamo) – William H. Clothier
  - Modern kaméliás hölgy (BUtterfield 8) – Joseph Ruttenberg and Charles Harten
  - Exodus – Sam Leavitt
  - Pepe – Joseph MacDonald
- 1961 – Eugen Shuftan–  A svindler (The Hustler) (ff)
  - A szórakozott professzor (The Absent-Minded Professor) – Edward Colman
  - A gyerekek órája (The Children's Hour) – Franz Planer
  - Ítélet Nürnbergben (Judgment at Nuremberg) – Ernest Laszlo
  - Egy, kettő, három (One, Two, Three) – Daniel L. Fapp
- – Daniel L. Fapp–  West Side Story (színes)
  - Fanny – Jack Cardiff
  - Flower Drum Song – Russell Metty
  - A Majority of One[* 5] – Harry Stradling
  - A félszemű Jack (One-Eyed Jacks) – Charles Lang
- 1962 – Jean Bourgoin és Walter Wottitz– A leghosszabb nap (The Longest Day) (ff)
  - Az alcatrazi ember (Birdman of Alcatraz) – Burnett Guffey
  - Ne bántsátok a feketerigót! (To Kill a Mockingbird) – Russell Harlan
  - Ketten a hintán (Two for the Seesaw) – Ted D. McCord
  - Mi történt Baby Jane-nel? (What Ever Happened to Baby Jane?) – Ernest Haller
- – Freddie Young– Arábiai Lawrence (Lawrence of Arabia) (színes)
  - Gypsy – Harry Stradling
  - Állatfogó kommandó (Hatari!) – Russell Harlan
  - Lázadás a Bountyn (Mutiny on the Bounty) – Robert Surtees
  - Igaz mese a Grimm testvérekről (The Wonderful World of the Brothers Grimm)  – Paul C. Vogel
- 1963 – James Wong Howe, Hud (ff)
  - – Leon Shamroy, Cleopatra (színes)
- 1964 – Walter Lassally, Zorba, a görög (ff)
  - – Harry Stradling, My Fair Lady (színes)
- 1965 – Ernest Laszlo, Bolondok hajója (ff)
  - - Freddie Young, Doktor Zsivágó (színes)
- 1966 – Haskell Wexler, Nem félünk a farkastól (ff)
  - - Ted Moore, Egy ember az örökkévalóságnak (színes)

1967-től ismét egy díjat osztottak:
- 1967 – Burnett Guffey, Bonnie és Clyde
  - Conrad Hall, Hidegvérrel
  - Richard H. Kline, Camelot
  - Robert Surtees, Doctor Dolittle
  - Robert Surtees, Diploma előtt
- 1968 – Pasqualino De Santis, Rómeó és Júlia
  - Daniel L. Fapp, Ice Station Zebra
  - Ernest Laszlo, Star!
  - Oswald Morris, Oliver!
  - Harry Stradling, Funny Girl
- 1969 – Conrad Hall, Butch Cassidy és a Sundance kölyök
  - Daniel Fapp, Marooned
  - Arthur Ibbetson, Anna ezer napja
  - Charles B. Lang, Bob & Carol & Ted & Alice
  - Harry Stradling, Hello, Dolly!

## 1970-es évek
- 1970 – Freddie Young, Ryan's Daughter
  - Fred J. Koenekamp, A tábornok
  - Ernest Laszlo, Airport
  - Charles F. Wheeler, Osami Furuya, Sinsaku Himeda and Masamichi Satoh, Tora! Tora! Tora!
  - Billy Williams, Szerelmes asszonyok
- 1971 – Oswald Morris, Hegedűs a háztetőn
  - Owen Roizman, Francia kapcsolat
  - Robert Surtees, Az utolsó mozielőadás
  - Robert Surtees, Summer of '42
  - Freddie Young, Nicholas and Alexandra
- 1972 – Geoffrey Unsworth, Kabaré
  - Charles B. Lang, A pillangók szabadok
  - Douglas Slocombe, Utazások nagynénémmel
  - Harold E. Stine, A Poszeidon katasztrófa
  - Harry Stradling, Jr., 1776
- 1973 – Sven Vilhem Nykvist, Suttogások és sikolyok
  - Jack Couffer, Jonathan Livingston Seagull
  - Owen Roizman, Az ördögűző
  - Harry Stradling, Jr., The Way We Were
  - Robert Surtees, A nagy balhé
- 1974 – Fred J. Koenekamp és Joseph Biroc, Pokoli torony
  - John A. Alonzo, Kínai negyed
  - Philip Lathrop, Earthquake
  - Bruce Surtees, Lenny
  - Geoffrey Unsworth, Gyilkosság az Orient Expresszen
- 1975 – John Alcott, Barry Lyndon
  - Conrad Hall, The Day of the Locust
  - James Wong Howe, Funny Lady
  - Robert Surtees, The Hindenburg
  - Haskell Wexler és Bill Butler, Száll a kakukk fészkére
- 1976 – Haskell Wexler, Dicsőségre ítélve (Bound for Glory)
  - Richard H. Kline, King Kong
  - Ernest Laszlo, Logan's Run
  - Owen Roizman, Hálózat
  - Robert Surtees, A Star Is Born
- 1977 – Zsigmond Vilmos, Harmadik típusú találkozások
  - William A. Fraker, Looking for Mr. Goodbar
  - Fred J. Koenekamp, Islands in the Stream
  - Douglas Slocombe, Julia
  - Robert Surtees, The Turning Point
- 1978 – Nestor Almendros, Days of Heaven
  - William A. Fraker, Heaven Can Wait
  - Oswald Morris, The Wiz
  - Robert Surtees, Jövőre veled ugyanitt
  - Zsigmond Vilmos, A szarvasvadász
- 1979 – Vittorio Storaro, Apokalipszis most
  - Nestor Almendros, Kramer kontra Kramer
  - William A. Fraker, 1941
  - Frank Phillips, The Black Hole
  - Giuseppe Rotunno, Mindhalálig zene

## 1980-as évek
- 1980 – Geoffrey Unsworth és Ghislaine Cloquet, Tess
  - Nestor Almendros, A kék lagúna
  - Ralf D. Bode, A szénbányász lánya
  - Michael Chapman, Dühöngő bika
  - James Crabe, The Formula
- 1981 – Vittorio Storaro, Reds
  - Miroslav Ondricek, Ragtime
  - Douglas Slocombe, Az elveszett frigyláda fosztogatói
  - Alex Thomson, Excalibur
  - Billy Williams, On Golden Pond
- 1982 – Billy Williams és Ronnie Taylor, Gandhi
  - Nestor Almendros, Sophie választása
  - Allen Daviau, E. T., a földönkívüli
  - Owen Roizman, Aranyoskám
  - Jost Vacano, A tengeralattjáró
- 1983 – Sven Vilhem Nykvist, Fanny és Alexander
  - Caleb Deschanel, The Right Stuff
  - William A. Fraker, WarGames
  - Don Peterman, Flashdance
  - Gordon Willis, Zelig
- 1984 – Chris Menges, Gyilkos mezők
  - Ernest Day, A Passage to India
  - Caleb Deschanel, The Natural
  - Miroslav Ondricek, Amadeus
  - Zsigmond Vilmos, The River
- 1985 – David Watkin, Távol Afrikától
  - Allen Daviau, Bíborszín
  - William A. Fraker, Murphy's Romance
  - Szaitó Takao, Udea Maszaharu és Nakai Aszakazu, Ran
  - John Seale, Witness
- 1986 – Chris Menges, The Mission
  - Jordan Cronenweth, Peggy Sue Got Married
  - Don Peterman, Star Trek IV: The Voyage Home
  - Tony Pierce-Roberts, Szoba kilátással
  - Robert Richardson, A szakasz
- 1987 – Vittorio Storaro , Az utolsó császár
  - Michael Ballhaus, Broadcast News
  - Allen Daviau, A Nap birodalma
  - Philippe Rousselot, Hope and Glory
  - Haskell Wexler, Matewan
- 1988 – Peter Biziou, Mississippi Burning
  - Dean Cundey, Roger nyúl a pácban
  - Conrad L. Hall, Tequila Sunrise
  - Sven Nykvist, A lét elviselhetetlen könnyűsége
  - John Seale, Esőember
- 1989 – Freddie Francis, Az 54. hadtest (Glory)
  - Michael Ballhaus, Azok a csodálatos Baker fiúk (The Fabulous Baker Boys)
  - Robert Richardson, Született július 4-én
  - Mikael Salomon, A mélység titka (The Abyss)
  - Haskell Wexler, Blamázs (Blaze)

## 1990-es évek
- 1990 – Dean Semler, Farkasokkal táncoló
  - Allen Daviau, Avalon
  - Philippe Rousselot, Henry & June
  - Vittorio Storaro, Dick Tracy
  - Gordon Willis, A Keresztapa III.
- 1991 – Robert Richardson, JFK
  - Adrian Biddle, Thelma & Louise
  - Allen Daviau, Bugsy
  - Stephen Goldblatt, A hullámok hercege
  - Adam Greenberg, Terminátor 2. – Az ítélet napja
- 1992 – Philippe Rousselot, A River Runs Through It
  - Stephen H. Burum, Hoffa
  - Robert Fraisse, The Lover
  - Jack N. Green, Unforgiven
  - Tony Pierce-Roberts, Howards End
- 1993 – Janusz Kamiński, Schindler listája
  - Gu Changwei, Farewell My Concubine
  - Michael Chapman, A szökevény
  - Stuart Dryburgh, Zongoralecke
  - Conrad L. Hall, Searching for Bobby Fischer
- 1994 – John Toll, Legends of the Fall
  - Don Burgess, Forrest Gump
  - Roger Deakins, A remény rabjai
  - Owen Roizman, Wyatt Earp
  - Piotr Sobocinski, Három szín: Piros
- 1995 – John Toll, Braveheart
  - Michael Coulter, Értelem és érzelem
  - Stephen Goldblatt, Batman Forever
  - Emmanuel Lubezki, A Little Princess
  - Lü Jüe, Shanghai Triad
- 1996 – John Seale, Az angol beteg
  - Darius Khondji, Evita
  - Roger Deakins, Fargo
  - Caleb Deschanel, Fly Away Home
  - Chris Menges, Michael Collins
- 1997 – Russell Carpenter, Titanic
  - Janusz Kamiński, Amistad
  - Roger Deakins, Kundun
  - Dante Spinotti, Szigorúan bizalmas
  - Eduardo Serra, The Wings of the Dove
- 1998 – Janusz Kamiński, Ryan közlegény megmentése
  - Conrad L. Hall, A Civil Action
  - Remi Adefarasin, Elizabeth
  - Richard Greatrex, Szerelmes Shakespeare
  - John Toll, The Thin Red Line
- 1999 – Conrad Hall, Amerikai szépség
  - Roger Pratt, Egy kapcsolat vége
  - Dante Spinotti, A bennfentes
  - Emmanuel Lubezki, Sleepy Hollow
  - Robert Richardson, Snow Falling on Cedars

## 2000-es évek
- 2000 – Peter Pau – Tigris és sárkány
  - Roger Deakins – Ó, testvér, merre visz az utad?
  - Caleb Deschanel – A hazafi
  - Koltai Lajos – Malena
  - John Mathieson – Gladiátor
- 2001 – Andrew Lesnie – A Gyűrűk Ura: A Gyűrű Szövetsége
  - Roger Deakins – Az ember, aki ott se volt
  - Bruno Delbonnel – Amélie csodálatos élete
  - Slawomir Idziak – A Sólyom végveszélyben
  - Donald M. McAlpine – Moulin Rouge!
- 2002 – Conrad Hall – A kárhozat útja
  - Michael Ballhaus – New York bandái
  - Dion Beebe – Chicago
  - Pawel Edelman – A zongorista
  - Edward Lachman – Távol a mennyországtól
- 2003 – Russell Boyd – Kapitány és katona: A világ túlsó oldalán
  - Cesar Charlone – Isten városa
  - John Schwartzman – Vágta
  - John Seale – Hideghegy
  - Eduardo Serra – Leány gyöngy fülbevalóval
- 2004 – Robert Richardson – Aviátor
  - Bruno Delbonnel – Hosszú jegyesség
  - Caleb Deschanel – A passió
  - John Mathieson – Az operaház fantomja
  - Csao Hsziao-ting – A repülő tőrök klánja
- 2005 – Dion Beebe – Egy gésa emlékiratai
  - Robert Elswit – Jó estét, jó szerencsét!
  - Emmanuel Lubezki – Az új világ
  - Wally Pfister – Batman: Kezdődik!
  - Rodrigo Prieto – Túl a barátságon
- 2006 – Guillermo Navarro – A faun labirintusa
  - Emmanuel Lubezki – Az ember gyermeke
  - Wally Pfister – A tökéletes trükk
  - Dick Pope – The Illusionist
  - Zsigmond Vilmos – A Fekete Dália
- 2007 – Robert Elswit – Vérző olaj
  - Roger Deakins – Jesse James meggyilkolása, a tettes a gyáva Robert Ford
  - Roger Deakins – Nem vénnek való vidék
  - Janusz Kamiński – Szkafander és pillangó
  - Seamus McGarvey – Vágy és vezeklés
- 2008 – Anthony Dod Mantle – Gettómilliomos
  - Claudio Miranda – Benjamin Button különös élete
  - Tom Stern – Elcserélt életek
  - Chris Menges, Roger Deakins – A felolvasó
  - Wally Pfister – A sötét lovag
- 2009 – Mauro Fiore – Avatar
  - Bruno Delbonnel – Harry Potter és a Félvér Herceg
  - Barry Ackroyd – A bombák földjén
  - Robert Richardson – Becstelen brigantyk
  - Christian Berger – A fehér szalag

## 2010-es évek
2010
- Wally Pfister – Eredet
  - Matthew Libatique – Fekete hattyú
  - Danny Cohen – A király beszéde
  - Jeff Cronenweth – Social Network – A közösségi háló
  - Roger Deakins – A félszemű

2011
- Robert Richardson – A leleményes Hugo
  - Guillaume Schiffman – The Artist – A némafilmes
  - Jeff Cronenweth – A tetovált lány
  - Emmanuel Lubezki – Az élet fája
  - Janusz Kamiński – Hadak útján

2012
- Claudio Miranda – Pi élete
  - Seamus McGarvey – Anna Karenina
  - Robert Richardson – Django elszabadul
  - Janusz Kamiński – Lincoln
  - Roger Deakins – Skyfall

2013
- Emmanuel Lubezki – Gravitáció
  - Philippe Le Sourd – A nagymester
  - Bruno Delbonnel – Llewyn Davis világa
  - Phedon Papamichael – Nebraska
  - Roger A. Deakins – Fogságban

2014
- Emmanuel Lubezki – Birdman avagy (A mellőzés meglepő ereje)
  - Robert Yeoman – A Grand Budapest Hotel
  - Lukasz Zal és Ryszard Lenczewski – Ida
  - Dick Pope – Mr. Turner
  - Roger Deakins – Rendíthetetlen

2015
- Emmanuel Lubezki – A visszatérő
  - Edward Lachman – Carol
  - Robert Richardson – Aljas nyolcas
  - John Seale – Mad Max – A harag útja
  - Roger Deakins – Sicario – A bérgyilkos

2016
- Linus Sandgren – Kaliforniai álom
  - Bradford Young – Érkezés
  - James Laxton – Holdfény
  - Rodrigo Prieto – Némaság
  - Greig Fraser – Oroszlán

2017
- Roger Deakins – Szárnyas fejvadász 2049
  - Bruno Delbonnel – A legsötétebb óra
  - Dan Laustsen – A víz érintése
  - Hoyte van Hoytema – Dunkirk
  - Rachel Morrison – Mudbound

2018
- Alfonso Cuarón – Roma
  - Robbie Ryan – A kedvenc
  - Matthew Libatique – Csillag születik
  - Łukasz Żal – Hidegháború
  - Caleb Deschanel – Mű szerző nélkül

2019
- Roger Deakins – 1917
  - Rodrigo Prieto – Az ír
  - Lawrence Sher – Joker
  - Jarin Blaschke – A világítótorony
  - Robert Richardson – Volt egyszer egy Hollywood

## 2020-as évek
2020
- Erik Messerschmidt – Mank
  - Sean Bobbitt – Júdás és a Fekete Messiás
  - Dariusz Wolski – A kapitány küldetése
  - Joshua James Richards – A nomádok földje
  - Phedon Papamichael – A chicagói 7-ek tárgyalása

2021
- Greig Fraser – Dűne
  - Ari Wegner – A kutya karmai közt
  - Bruno Delbonnel – Macbeth tragédiája
  - Dan Laustsen – Rémálmok sikátora
  - Janusz Kamiński – West Side Story

2022
- James Friend – Nyugaton a helyzet változatlan
  - Roger Deakins – A fény birodalma
  - Darius Khondji – Bardo, egy maroknyi igazság hamis krónikája
  - Mandy Walker – Elvis
  - Florian Hoffmeister – Tár

2023
- Hoyte van Hoytema – Oppenheimer
  - Edward Lachman – A gróf
  - Rodrigo Prieto – Megfojtott virágok
  - Matthew Libatique – Maestro
  - Robbie Ryan – Szegény párák

2024
- A brutalista – Lol Crawley
  - Dűne: Második rész (Dune: Part Two) – Greig Fraser
  - Emilia Pérez – Paul Guilhaume
  - Maria – Ed Lachman
  - Nosferatu – Jarin Blaschke